# Salix insignis
Salix insignis är en videväxtart som beskrevs av Nils Johan Andersson. Salix insignis ingår i släktet viden, och familjen videväxter. Inga underarter finns listade i Catalogue of Life.